# گیلرمو ساودرا (بازیکن فوتبال)
گیلرمو ساودرا (اسپانیایی: Guillermo Saavedra‎؛ ۵ نوامبر ۱۹۰۳ – ۱۲ مهٔ ۱۹۵۷) یک بازیکن فوتبال اهل شیلی بود.

## تیم ملی
وی همچنین در تیم ملی فوتبال شیلی بازی کرده‌است.